# Сен-При-лез-Арне
Сен-При-лез-Арне́ (фр. Saint-Prix-lès-Arnay) — коммуна во Франции, находится в регионе Бургундия. Департамент коммуны — Кот-д’Ор. Входит в состав кантона Арне-ле-Дюк. Округ коммуны — Бон.
Код INSEE коммуны 21567.

## Население
Население коммуны на 2010 год составляло 247 человек.
| 1962 | 1968 | 1975 | 1982 | 1990 | 1999 | 2010 |
| ---- | ---- | ---- | ---- | ---- | ---- | ---- |
| 292  | 262  | 260  | 260  | 236  | 242  | 247  |

## Экономика
В 2010 году среди 135 человек трудоспособного возраста (15-64 лет) 104 были экономически активными, 31 — неактивными (показатель активности — 77,0 %, в 1999 году было 77,1 %). Из 104 активных жителей работали 95 человек (49 мужчин и 46 женщин), безработных было 9 (5 мужчин и 4 женщины). Среди 31 неактивных 5 человек были учениками или студентами, 20 — пенсионерами, 6 были неактивными по другим причинам.